# Takumi Nagaishi
Takumi Nagaishi (永石 拓海 Nagaishi Takumi?, Yamaguchi, 16 de febrero de 1996) es un futbolista japonés que juega como guardameta en el Avispa Fukuoka de la J1 League.

## Trayectoria

### Clubes
| Club                            | País  | Año       |
| ------------------------------- | ----- | --------- |
| Cerezo Osaka                    | Japón | 2018-2021 |
| Renofa Yamaguchi F. C. (cedido) | Japón | 2019      |
| Avispa Fukuoka                  | Japón | 2021-     |

## Palmarés

### Títulos nacionales
| Título         | Club           | País  | Año  |
| -------------- | -------------- | ----- | ---- |
| Copa J. League | Avispa Fukuoka | Japón | 2023 |